# Vlinderbom (wapen)

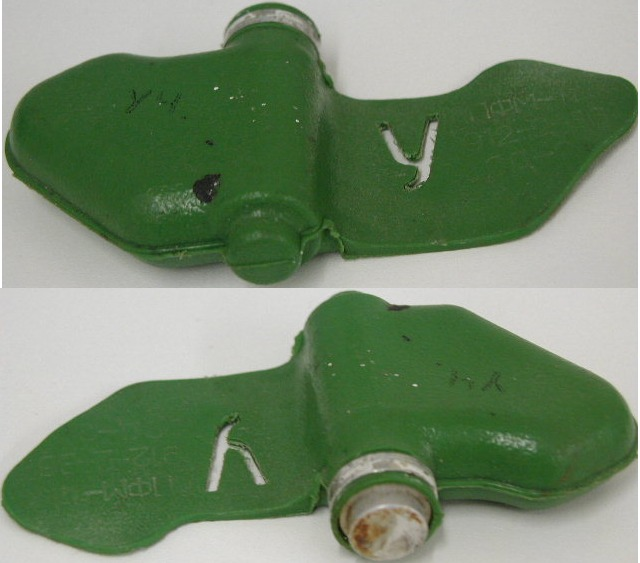
De Sovjet-Russische PFM-1

Vlinderbom of vlindermijn is de naam van een soort landmijn die vanuit de lucht wordt verspreid. De springlading is klein, en in de eerste plaats bedoeld om personen te verwonden, niet te doden. De naam "vlinder" slaat op de vleugelachtige vorm. De aerodynamische eigenschappen bevorderen de verspreiding over een groot gebied wanneer vlinderbommen als clusterbom worden afgeworpen.
Vlindermijnen zijn sedert 16 september 1998 verboden volgens de Ottawa-conventie, maar niet alle landen hebben dat verdrag ondertekend. 